# 式守伊三郎
式守伊三郎（しきもり いさぶろう）とは大相撲の行司の名跡の一つで、2代が1987年に現役中に死去して以降、この名跡は襲名されておらず事実上途絶えている。

## 発祥
1927年、出羽海部屋所属の式守義（義松共。のちの24代木村庄之助）が称したことが始まりといわれる。
その前年の1926年、式守義は幕内力士の福栁伊三郎らとともに巡業先でふぐ料理を食べたが、中毒が発生して福栁は亡くなった。中毒を発症したが一命を取り留めた式守義が、福栁伊三郎の冥福を祈る意味で「式守伊三郎」と名乗ったことが始まり。

## 歴代
- 初代式守伊三郎 - 出羽海部屋所属。後の24代木村庄之助
- 2代目式守伊三郎 - 時津風部屋所属